# Tần Khang công
Tần Khang công (chữ Hán: 秦康公, trị vì: 620 TCN – 609 TCN), tên thật là Doanh Oánh (嬴罃), là vị vua thứ 15 nước Tần - một chư hầu nhà Chu trong lịch sử Trung Quốc.

## Thân thế
Theo Sử ký, Doanh Oánh là con cả trong số 40 người con của Tần Mục công, vua thứ 14 nước Tần. Năm 621 TCN, Mục công chết, Doanh Oánh lên ngôi.

## Quan hệ với chư hầu
Cùng năm 621 TCN, Tấn Tương công qua đời. Em Tương công là công tử Ung có mẹ là con gái nước Tần, đang ở nước Tần. Đại phu nước Tấn là Triệu Thuẫn muốn lập công tử Ung, bèn sai Sĩ Hội sang nước Tần đề nghị Tần Khang công cho đón công tử Ung về nước. Sĩ Hội lên đường. Tần Khang công điều quân hộ tống công tử Ung về nước Tấn.
Tuy nhiên, khi Sĩ Hội và công tử Ung đang trên đường về thì vợ Tấn Tương công, mẹ thế tử Di Cao là Mục Doanh bèn chạy vào triều khóc với Triệu Thuẫn, nhắc lại di huấn của Tương công, nhất định đòi lập Di Cao. Triệu Thuẫn và các quan đều ngại Mục Doanh, bèn đồng ý lập Di Cao. Triệu Thuẫn rước thế tử Di Cao lên ngôi, tức là Tấn Linh công.
Triệu Thuẫn mang quân ra ngăn đường công tử Ung về nước. Quân Tần đến Lệnh Hồ, Triệu Thuẫn ra đón đánh bại quân Tần. Các tướng Tấn theo công tử Ung là Tiên Miệt và Sĩ Hội bỏ trốn sang nước Tần.
Năm 619 TCN, Tần Khang công mang quân đánh Tấn để báo thù trận Lệnh Hồ. Quân Tần chiếm được Vũ Thành.
Sang năm 617 TCN, Tấn Linh công đánh Tần, chiếm đất Thiếu Lương, đồng thời quân Tần cũng đánh Tấn chiếm đất Hào.
Năm 615 TCN, Tần Khang công lại đánh Tấn, chiếm đất Ky Mã. Tấn Linh công bèn sai Triệu Thuẫn, Triệu Xuyên và Khước Khuyết đi đánh báo thù, thắng quân Tần một trận lớn ở Hà Khúc.
Triệu Thuẫn cùng các quan khanh nước Tấn lo lắng Sĩ Hội ở nước Tần sẽ giúp Tần hại Tấn, bèn sai Thọ Dư đi lôi kéo được Sĩ Hội bỏ nước Tần trở về giúp nước Tấn.
Năm 612 TCN, nước Sở có chiến tranh với nước Dung và các ngoại tộc, cầu viện nước Tần và nước Ba. Tần Khang công điều quân giúp Sở Trang vương đánh diệt nước Dung.

## Qua đời
Năm 609 TCN, Tần Khang công qua đời. Ông ở ngôi được 12 năm. Con ông là Doanh Đạo lên nối ngôi, tức là Tần Cung công.